# 沖聡次郎
沖 聡次郎（おき そうじろう、1995年3月15日 - ）は、日本の音楽家。ロックバンドNovelbrightのギタリスト。大阪府出身。

## 来歴
2017年1月にNovelbrightに正式メンバーとして加入した。2018年10月に初の全国流通盤ミニ・アルバム『SKYWALK』をリリースし、Novelbrightとしてインディーズ・デビューすると、2020年8月17日には配信シングル「Sunny drop」で、ユニバーサルシグマからNovelbrightとしてメジャー・デビューを果たす。
2021年5月8日に読売テレビのキャラクターである「シノビー」の初となるテーマソング「シノビーのうた」の作曲を手掛けた。
2022年6月15日に発売された観月ありさのデビュー30周年記念アルバムに『Ali30』に、自身が作詞作曲を手掛けたアルバムのリード曲「サジタリウス」を楽曲提供し、その繋がりから6月13日（12日深夜）にニッポン放送で観月ありさがパーソナリティーを務めたラジオ番組『不思議のありさ Ali30（アリサーティー）』にゲストとして出演した。
2025年3月には、西川貴教へ提供した楽曲「HEROES」が、TVアニメ「片田舎のおっさん、剣聖になる」のOP主題歌に決定した。

## 人物
スティーヴ・ヴァイ、作曲面では植松伸夫を尊敬している。少し内気な性格であるため小学生の頃は、あまり学校に行っていなかった。その頃、流行り始めたYouTubeでたまたま流れてきたJanne Da Arcのライブ映像動画を見たときに同バンドに惹かれ「いつか、こういうステージに立ちたいな」と思ったのが音楽に目覚めた切っ掛けで、高校生になった時にギターを購入し、軽音部に入部してギターを弾いていた。進路選択の時期に差し掛かったときに、「ずっとギターを弾いていたいな」という思いが強かった。
小学生の頃にアニメ『遊☆戯☆王デュエルモンスターズ』をきっかけとして『遊☆戯☆王オフィシャルカードゲーム』を集め、中学生の頃からはプレイ経験もあり、ギタリストとして『遊☆戯☆王デュエルモンスターズ』とのコラボレーションによるグッズの発売や、YouTubeでの『遊☆戯☆王オフィシャルカードゲーム』の公式チャンネル「遊戯王OCGチャンネル」で公開された『遊戯王デュエルロワイヤル』、『遊戯王 マスターデュエル バトルコロシアム2022 夏の陣』にもプレイヤーとして出演した。また、『遊☆戯☆王オフィシャルカードゲーム』の25周年を記念して東京ドームで2024年2月3日、4日に開催されたイベント『遊戯王デュエルモンスターズ 決闘者伝説 QUARTER CENTURY』のLIVEステージにギタリストとして出演している。

## 参加作品

### 楽曲提供
| 発売日        | タイトル         | アーティスト | 収録先           | 規格                   | 備考             |
| ------------- | ---------------- | ------------ | ---------------- | ---------------------- | ---------------- |
| 2021年5月10日 | シノビーのうた   | 竹中雄大     | シノビーのうた   | デジタル・ダウンロード | 作曲             |
| 2022年6月15日 | サジタリウス     | 観月ありさ   | Ali30            | CD                     | 作詞・作曲       |
| 2023年1月14日 | Watercolor       | VOLTACTION   | Watercolor       | デジタル・ダウンロード | 作曲             |
| 2024年2月14日 | Voyage           | TEAM SHACHI  | 笑う門には服着る | CD                     | 作詞・作曲・編曲 |
| 2024年7月31日 | 主人公になる物語 | 神谷浩史     | HARETTER         | CD                     | 作曲             |